# Cosme de Médicis
Ne doit pas être confondu avec Cosme Ier de Toscane.
Cosme de Médicis (Côme en français moderne et en italien Cosimo de' Medici), né le 27 septembre 1389 à Florence et mort le 1er août 1464 dans cette même ville, fut banquier, capitaine et homme d'État florentin, dirigeant effectif de la république de Florence durant la majeure partie de la Renaissance italienne. Il est aussi connu sous le nom de Cosme l'Ancien (Cosimo il Vecchio) ou « Cosimo Pater Patriæ » (Cosme Père de la patrie).

## Biographie
Il est le fils de Jean de Médicis (Giovanni di Bicci de Medici) marchand de textile et banquier devenu gonfalonier de Florence, et de son épouse Piccarda de Bueri.

### Éducation
Il reçoit une éducation humaniste et apprend le latin et le grec, mais également le français et l'allemand. À 13 ans, il dirige l'un des ateliers de laine de son père et parcourt l'Europe en inspectant les filiales de la banque familiale. En 1414, il voyage pendant deux ans dans le saint-Empire romain germanique, en France et dans les Flandres, puis passe trois ans à Rome.

### Exil
Après la mort de son père en 1429, il s'oppose au régime oligarchique alors en place à Florence, dans lequel prévalait la famille rivale des Albizzi. L'influence de Cosme de Médicis, doué d'un sens politique remarquable, grandit encore du fait que le chef de l'oligarchie Rinaldo degli Albizzi le fait arrêter le 7 septembre 1433, en l'accusant de concussion. Il est emprisonné dans le Palais de la Seigneurie mais réussit grâce à différents pots-de-vin à transformer sa condamnation à mort en exil pour dix ans. Cosme part avec sa famille le 3 octobre 1433 et s'installe à Venise, tout en gardant un contact étroit avec ses partisans à Florence qui exigent des débiteurs des Médicis le remboursement immédiat de leurs emprunts[réf. nécessaire], paralysant progressivement l'économie de Florence. Il dispose également de l'appui du pape Eugène IV.

### Prise de pouvoir

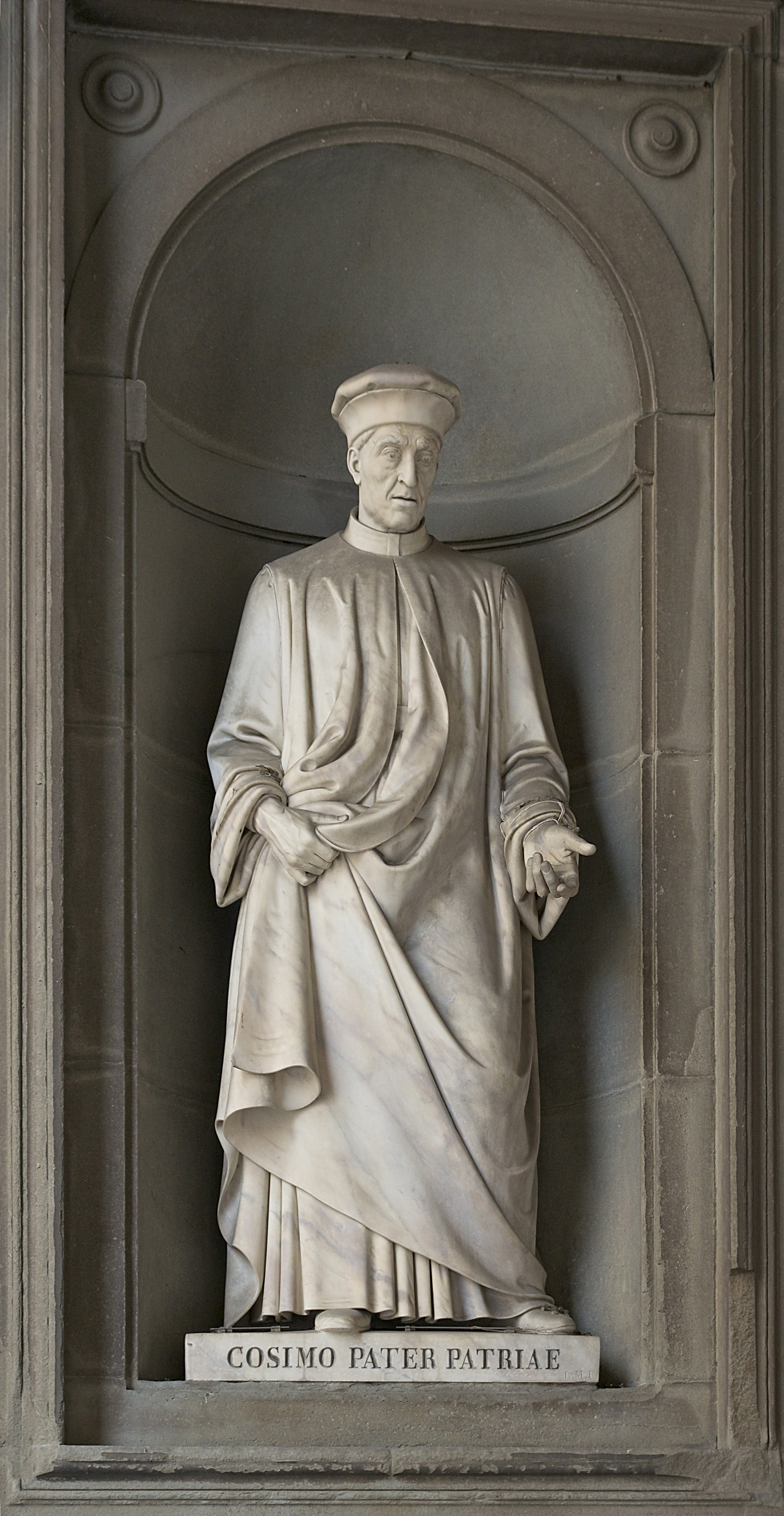
Statue de Côme l'Ancien, piazzale des Offices, Florence

Mais Cosme de Médicis a affaire à forte partie ; ni son prestige, ni son argent n'intimident ses adversaires. Le 6 octobre 1434, Cosme est de retour à Florence, triomphant et acclamé par le peuple. Albizzi et ses alliés sont exilés par le conseil de prieurs nouvellement élu. Comme son père autrefois, il est nommé gonfalonier de Florence en 1434, et peut mettre en œuvre son dessein politique visant à faire de sa famille l'arbitre de l'État florentin. Il inspire la politique extérieure et exerce une grande influence sur celle de toute l'Italie. Il utilise à cette fin et dans plusieurs directions son exceptionnelle fortune, reposant sur la banque que lui avait léguée son père, qui possédait des filiales dans divers États italiens et même à l'étranger. Pour museler ses opposants, il utilise deux techniques : le bannissement (très courant dans la République de Florence) et les « redressements fiscaux » qui consistaient à ruiner la victime en augmentant les taxes que celle-ci devait payer.

### Le mécénat
Le mécénat des Médicis commence avec lui. Il fait peindre les fresques du couvent San Marco par Fra Angelico. Marsile Ficin écrit que c'est après avoir entendu en 1438 les leçons du philosophe platonicien Gemiste Pléthon, que Cosme conçoit l'idée de faire revivre « une sorte d'Académie » : l'Académie platonicienne de Florence, fondée en 1459. Il prend un intérêt très vif à l'art et à la science, au service desquels il met sa fortune avec la libéralité d'un grand seigneur ; tout Florence suit son exemple. Collectionneur, il se fait conseiller par Donatello, qui devient son ami et qu'il encourage dans ses recherches artistiques.
Cosme de Médicis fait achever la Cathédrale Santa Maria del Fiore par la construction de la coupole du Duomo, prouesse architecturale dont il confie l'exécution à Filippo Brunelleschi.

## Descendance
Cosme de Médicis épouse vers 1414 Contessina de Bardi, fille aînée de l'associé de son père, et a deux enfants :
- Pierre Ier de Médicis (1416-1469), père du Magnifique
- Jean de Médicis (1421-1463)

Avec une esclave circassienne, il a aussi un fils illégitime – Carlo (1428/1430 à c. 1492) qui devint prélat.
À la mort de Cosme, dévoré par la goutte, son fils Pierre lui succède.

## Citations
« Il nous est ordonné de pardonner à nos ennemis, mais il n'est écrit nulle part que nous devons pardonner à nos amis ». (Cosme de Médicis)
« Les amis de mes amis sont mes amis ». (Cosme de Médicis)

## Dans la culture

### Bande dessinée historique
- Olivier Peru et Giovanni Lorusso, Cosme l'Ancien - De la boue au marbre , tome 1 de la série Médicis, Soleil Productions, 2017.

### Série télévisée
- Richard Madden interprète Cosimo dans la première saison de Les Médicis : Maîtres de Florence (2016)[6].